# فرستا (وحدة قياس)
فرستا (بالروسية: верста، وتُنقل إلى اللاتينية: versta) هي وحدة قياس روسية قديمة كانت تستخدم لقياس الأطوال. عُرِّفت بأنها تساوي 500 قامة (الروسية: сажень) حيث تساوي القامة 2.13 متر، وبذلك تعادل الفرستا 1.0668 كيلومتر (0.6629 ميل؛ 3,500 قدم).

## وصلات خارجية
- Conversion table